# Знакомьтесь, ваша вдова
«Знакомьтесь, Ваша Вдова» (фр. Mariées mais pas trop) — фильм Катрин Корсини 2003 года.

## Сюжет
Лоранс очень влюбчива, и в свои 20 лет уже поменяла немало поклонников. Но их пугает её чрезмерная страстность, и они либо обманывают её, либо просто бросают. После смерти матери она находит свою бабушку Рене — очень прагматичную женщину. Лоранс очень не нравится Рене своим наивным характером, и Рене решает доказать внучке, что настоящей любви не бывает. Для этого надо выйти замуж за богатого старика, избавиться от него и получить страховку на случай смерти, а затем — начинать все заново.

## В ролях
| Актёр          | Роль         |
| -------------- | ------------ |
| Джейн Биркин   | Рене         |
| Эмили Декьенн  | Лоранс       |
| Пьер Ришар     | Морис Доннэ  |
| Кловис Корньяк | Алекс Дервин |
| Жереми Элькайм | Томас        |
| Лоран Гревиль  | Жан-Даниель  |
| Амира Казар    | Клаудиа      |

## Критика
Рецензент в журнале Variety назвал фильм «весело аморальным», отметив при этом, что другие критики сочли его «хромым и неприятным».